# Грузька (притока Мжи)
Грузька (рос. Р. Груская) — річка в Україні у Валківській міській громаді Богодухівського району Харківської області. Права притока річки Мжи (басейн Азовського моря).

## Опис
Довжина річки приблизно 6 км, найкоротша відстань між витоком і гирлом— 5,6 км, коефіцієнт звивистості річки— 1,07. Формується декількома балками та загатами. На деяких ділянках річка пересихає.

## Розташування
Бере початок у селі Щербинівка. Тече спочатку на північ, потім на північний схід через села Гонтів Яр, Катричівку і на північно-західній околиці села впадає в річку Мжу, праву притоку Сіверського Дінця.

## Притоки
- Балка Собакарева - ліва притока. Бере початок на південній околиці села Тупицівка, тече переважна на північний схід і впадає у Грузьку північніше села Щербинівка.[3][1]

- Балка Широка - ліва притока. Бере початок у селі Сніжків. Тече переважно на північний схід через село Тупицівку та впадає у Грузьку на східній околиці села Гонтів Яр. Населені пункти вздовж берегової смуги:Корсунівка[4][1]

- Спасибогова - права притока, бере початок на заході від села Лисконоги, тече переважно на північ, впадає у Грузьку у селі Катричівка[5][1]
  - Кадпарабова (також Кадигробова) - ліва притока Спасибогової, починається у селі Мала Кадигробівка[6][1]

## Цікаві факти
- Біля витоку балки Широка на західній стороні на відстані приблизно 1,48 км пролягає автошлях М03[2] (автомобільний шлях міжнародного значення на території України, Київ — Харків — кпп Довжанський (державний кордон з Росією)).
- У минулому столітті на річці існували газгольдер і декілька газових свердловин[7], а у XIX столітті — багато вітряних млинів у верхів'ї балки Широка[1].